# Ann R. Cannon
Ann C. Russey Cannon é uma educadora de estatística norte-americana, a Professora Watson M. Davis de Matemática e Estatística no Cornell College em Iowa. Em 2016 ela era a única estatística no Cornell College.
Cannon é graduada pelo Grinnell College, e completou um doutoramento em estatística na Universidade Estadual de Iowa em 1994. A sua dissertação, Signal Detection Using Categorical Temporal Data, foi supervisionada conjuntamente por William Q. Meeker Jr. e Noel Cressie.
Cannon é um dos co-autores do livro de estatística Stat2: Construindo Modelos para um Mundo de Dados (WH Freeman, 2013). A segunda edição deste livro foi lançada sob o título Stat2: Modeling with Regression and ANOVA (WH Freeman, 2019).
Em 2019 ela foi eleita Fellow da American Statistical Association.